# Enrico Cassani
Enrico Cassani, nacido el 15 de febrero de 1972 en Melzo, fue un ciclista italiano que fue profesional de 1997 a 2003. 
En marzo del 2003, en dos controles antidopaje dio positivo por EPO en la Tirreno-Adriático y en la Milán-San Remo y fue suspendido por su equipo. A finales de temporada, la federación italiana se pronunció suspendiendole un año. Este hecho provocó su retirada ya que tras cumplir su sanción no encontró equipo.

## Palmarés
2000
- 1 etapa del Giro de Italia

## Resultados en Grandes Vueltas y Campeonatos del Mundo
Durante su carrera deportiva ha conseguido los siguientes puestos en las Grandes Vueltas y en los Campeonatos del Mundo en carretera:
| Carrera         | 1997  | 1998 | 1999 | 2000 | 2001  | 2002  | 2003 |
| --------------- | ----- | ---- | ---- | ---- | ----- | ----- | ---- |
| Giro de Italia  | 106.º | Ab.  | 69.º | 76.º | -     | -     | -    |
| Tour de Francia | -     | -    | -    | Ab.  | 143.º | 124.º | -    |
| Vuelta a España | -     | -    | Ab.  | -    | -     | -     | -    |
| Mundial en Ruta | -     | -    | -    | -    | -     | -     | -    |

-: no participa

Ab.: abandono